# Alapnyelv (történeti nyelvészet)
A történeti nyelvészetben alapnyelvnek két vagy több nyelv közös ősét nevezik. Ebben az értelemben van szó a magyar nyelvvel foglalkozó nyelvészetben uráli alapnyelvről, finnugor alapnyelvről és ugor alapnyelvről, egyéb nyelvek nyelvészetében pedig indoeurópai alapnyelvről, szláv alapnyelvről, germán alapnyelvről stb. A magyar szakirodalomban előfordulnak még ebben az értelemben az „ősnyelv” és a „protonyelv” terminusok.
Nem tévesztendő össze a történeti nyelvészetben használt alapnyelv fogalma a szociolingvisztikában használttal. Az utóbbi másik elnevezése „vernakuláris nyelv(változat)”.
A „protonyelv” terminus sem egyértelmű. Angol megfelelője, protolanguage alatt Bickerton 2006 azt a nyelvet érti, amelyet az emberek akkor használtak, amikor beszélni kezdtek, több százezer, talán millió évvel ezelőtt, amelyről a gyermeknyelv és a pidgin nyelvek kezdeti időszakának vonásaiból kiindulva fogalmaznak meg feltételezéseket. Szerinte lényegbevágó megkülönböztetni ezt az alapnyelvet az angolul többes számban protolanguages-nek nevezett különféle nyelvcsaládok alapnyelveitől, amelyek több ezer, legfeljebb néhány tízezer évvel ezelőtt keletkeztek.

## Alapnyelvek rekonstruálása
A 19. században kezdtek tudományosan foglalkozni azzal a feltételezéssel, hogy egymással hasonló nyelvek történetében létezhetett egy közös alapnyelv. Egy ilyen nyelv legtöbbször dokumentálatlan, nincsenek írott emlékei, de egyesek dokumentáltak, mint a latin nyelv. Abból a megállapításból indultak ki, hogy láthatóan rokon nyelvek kifejlődése során, mint amilyenek az újlatin nyelvek, rendszeres hangváltozások történtek a következő elv alapján: ha egy X beszédhang különböző, X' hanggá lesz egy szóban, akkor ugyanaz a változás megy végbe minden olyan szóban, amelyben megvan az X hang, vagy mindegyikben, amelyben az X hang egy bizonyos fonetikai kontextusban (hangkörnyezetben) fordul elő. Eszerint egyes változások egyformán jöttek létre az összes olyan nyelvben, amely ugyanannak az alapnyelvnek a leszármazottja, például a latin /h/ fonéma egyik újlatin nyelvbe sem öröklődött át. Ez egy rendszeres fonetikai hasonlóság. Egyéb olyan változások, amelyek egy bizonyos kontextusban lévő hangot vagy hangcsoportot érintettek, nyelvtől függően különbözőképpen történtek meg, de mindegyikben minden olyan szóban, amely teljesíti az eredeti feltételeket. Például a latin /kt/ hangcsoport (az octo ’nyolc’, lactem ’tej’, factum ’tény’ szavakban) az olaszban /tt/ lett (otto, latte, fatto), a spanyolban /tʃ/ (ocho, leche, hecho), a portugálban /jt/ (oito, leite, feito), a románban /pt/ (opt, lapte, fapt). Ezek rendszeres fonetikai különbségek. A rendszeres hasonlóságok és a rendszeres különbségek rendszeres hangmegfeleléseket képeznek. Ilyen megfelelések létének a megállapítása az újlatin nyelvek esetében viszonylag könnyű volt, mivel alapnyelvük, a latin, jól dokumentálható. Ez alapozta meg a történeti-összehasonlító módszert a nyelvtudományban.
Ugyancsak a 19. században európai nyelvészek, például August Schleicher  (1821–1868) és más újgrammatikusok megismertek régi szanszkrit írásokat, tanulmányozták a szanszkrit nyelvet, és feltételezték egyes európai és ázsiai nyelvek és nyelvcsoportok közös eredetét. Nekifogtak ezek dokumentálatlan alapnyelvének a rekonstruálásához a latin, az ógörög és a szanszkrit alapján a történeti-összehasonlító módszer alkalmazásával. Jelentős eredményeket értek el a feltételezett indoeurópai alapnyelv sok elemének, elsősorban számos mássalhangzókból álló szótövének a rekonstruálásában. Például ezekben a nyelvekben meglévő azonos jelentésű és alaki hasonlóságokat mutató szavak beszédhangjait összehasonlítva azt állapították meg, hogy mássalhangzóik azonosak. Például az ’apa’ jelentésű szó a szanszkritban pitár, az ógörögben paté:r, a latinban pedig pater. Ebből azt következtették ki, hogy mindhárom egy indoeurópai *p-t-r tőből származik. Azonban azt is számba vették, hogy germán nyelvekben ebben a hangkörnyezetben a p-nek f felel meg, pl. az angol father-ban, de mivel ez egy rendszeres különbség, és több más ilyen is van, arra a következtetésre jutottak, hogy az indoeurópai a germán nyelvek alapnyelve is. Ragokat is rekonstruáltak, például a birtokos eset *-s ragját.
Charles Darwin evolúciós elméletének hatására genealógiai osztályozást alkalmaztak az indoeurópai nyelvekre. Schleicher kidolgozta a nyelvek családfája elméletének a modelljét, amelyben az alapnyelvek olyan pontokat képeznek, amelyekből elágaznak nyelvcsaládok tagjai.
Az összehasonlító-történeti módszer alkalmazásával olyan nem dokumentált indoeurópai nyelvek alapnyelveinek a rekonstruálásán is dolgoztak, mint a germán, a szláv, a kelta stb., valamint nem indoeurópai alapnyelvek rekonstruálásán is, mint az ugor, a finnugor, az uráli stb.
A létező finnugor nyelvek azonos jelentésű szavait tanulmányozva megállapították például azt, hogy:
- a magyar f-nek a többi nyelvben p felel meg: fej ~ manysi paŋk ~ komi pon ~ mordvin pe ~ finn pää; fa ~ manysi pa ~ komi, udmurt, mari pu ~ finn puu;
- a magyar z megfelelője a t: száz ~ manysi sāt ~ hanti sat ~ számi čuotte ~ finn sata; kéz ~ manysi kāt ~ mari kit ~ finn käte.

Ilyen megfelelések alapján azt következtették ki, hogy az uráli alapnyelvben a fej *päŋe, a fa pedig *puße lehetett. A finnugor alapnyelvben a száz *śata-ként, a kéz pedig *käte-ként hangozhatott.
Alapnyelvi toldalékokat is rekonstruáltak. Például a felszólító mód jele *-k lehetett. Egyes nyelvekben megörződött (finn antakoon ’adjon’, mordvin vanok ’nézz’); másokban hangváltozásokon ment át, pl. a hantiban magánhangzóvá (măna ’menj’), a magyarban j-vé változott (adj).

## A emberiség közös alapnyelvének a hipotézise
Az a megállapítás, hogy a létező nyelvek túlnyomó többsége nyelvcsaládhoz tartozik (pl. az ugor nyelveké), hogy mindegyik nyelvcsalád egy alapnyelvből származik (pl. az ugor alapnyelv), és hogy az alapnyelvek (pl. az ugor, a finn-permi) is nyelvcsaládokhoz tartoznak (pl. finnugor nyelvcsalád), amelyeknek szinten vannak alapnyelveik (pl. finnugor alapnyelv), ahhoz a feltételezéshez vezetett, hogy volt egy közös alapnyelv is, amelyet az ős-embercsoport beszélt. A nyelvek monogenezisének feltételezéséről van szó, amelyet egyes nyelvészek képviselnek, például Alfredo Trombetti  (1866–1929) vagy Morris Swadesh (1909–1967). Ennek a hipotézisnek a bizonyítására többek között egy paleoantropológiai érvet is felhoznak, mégpedig azt, hogy a 21. században a legelfogadottabb elmélet szerint az ember csak Afrikában fejlődött ki. Onnan az emberek fokozatosan szétrajzottak volna az egész Földön, és a kezdeti embercsoport nyelve nyelvjárásokra oszlott, amelyek nyelvekké lettek, amikor beszélőik csoportjai már nem értették meg egymást ezeket beszélve. Utólag ezek a nyelvek is nyelvjárásokra tagolódtak, és ez a ciklus sokszor megismétlődött az idő során. Ezzel a feltételezéssel szemben áll a nyelvek poligeneziséé, azaz hogy a beszéd több, egymástól elszigetelt történelem előtti embercsoportban keletkezett. Ezen hipotézisek egyike sem bizonyított a 21. század elején.
A nyelvek eredetének tanulmányozása keretében olyan nyelvcsaládok létezésének a hipotézise is megjelent, amelyek nagyobbak (angolul macrofamilies, superfamilies vagy phylums), mint a régebben megállapított indoeurópai, uráli stb. Ezeknek is lett volna alapnyelvük. Az első, amelyről több nyelvésztől jelentek meg munkák, a nosztratikus nyelvcsalád, a maga nosztratikus alapnyelvével. Holger Pedersen  (1867–1953) nevezte el ezeket a latin nostrates ’honfitársaink’ szóból képzett melléknévvel. Főleg Aharon Dolgopolsky  (1930–2012) és Vlagyiszlav Illics-Szvitics  (1934–1966) fejlesztették ki elméletét terjedelmes munkákban. Ez a család elsősorban az indoeurópai, az afroázsiai, a kartvél (dél-kaukázusi), az uráli, a dravida és az altaji nyelvcsaládokat foglalná magában. A nosztratikuson kívül egyéb ilyen nyelvcsaládokat is feltételeznek. Például Paul K. Benedict  (1912–1997) egy ausztro-thai nyelvcsaládba  sorolta a hmong-mien , a tai-kadai és az ausztronéz nyelvcsaládokat. Harold C. Fleming  (1922–2015) és Szergej Sztarosztyin  (1953–2005) némileg különböző csoportosításokkal egy ezeknél még nagyobb nyelvcsalád létezését is megpróbálták bizonyítani, amelyet angolul borean-nak , azaz ’északi’-nak neveztek el. Ez egybefogja a nosztratikus, a dené-kaukázusi és az ausztrikus  nyelvcsaládokat.
Általánosan nagyon is lehetségesként elfogadott, hogy voltak olyan nyelvcsaládok, amelyekhez a létezőek valamikor tartoztak. Azonban élénken vitatott az, hogy rekonstruálni lehetne olyan nagy nyelvcsaládok alapnyelveit, mint a fentiek, mivel egy bizonyos idő után a nyelvek annyira megváltoznak, hogy nem lehet esetleges közös eredetüket megtalálni.

## Alapnyelvek rekonstruálásának a példái

### Indoeurópai alapnyelv
Az indoeurópai alapnyelvet olyan mértékben rekonstruálták, hogy August Schleicher szövegeket is írt ezen a nyelven, például egy olyan állatmesét, amelyet később más nyelvészek átdolgoztak az idejükben elért rekonstruálási eredmények szerint:
| Schleicher változata (1868) | Andrew Miles Byrd változata (2013) | Angol szabad fordítás | Magyarul |
| --- | --- | --- | --- |
| Avis akvāsas ka Avis, jasmin varnā na ā ast, dadarka akvams, tam, vāgham garum vaghantam, tam, bhāram magham, tam, manum āku bharantam. Avis akvabhjams ā vavakat: kard aghnutai mai vidanti manum akvams agantam. Akvāsas ā vavakant: krudhi avai, kard aghnutai vividvant-svas: manus patis varnām avisāms karnauti svabhjam gharmam vastram avibhjams ka varnā na asti. Tat kukruvants avis agram ā bhugat. | H₂óu̯is h₁éḱu̯ōs-kʷe h₂áu̯ei̯ h₁i̯osméi̯ h₂u̯l̥h₁náh₂ né h₁ést, só h₁éḱu̯oms derḱt. só gʷr̥hₓúm u̯óǵʰom u̯eǵʰed; só méǵh₂m̥ bʰórom; só dʰǵʰémonm̥ h₂ṓḱu bʰered. h₂óu̯is h₁ékʷoi̯bʰi̯os u̯eu̯ked: “dʰǵʰémonm̥ spéḱi̯oh₂ h₁éḱu̯oms-kʷe h₂áǵeti, ḱḗr moi̯ agʰnutor”. h₁éḱu̯ōs tu u̯eu̯kond: “ḱludʰí, h₂ou̯ei̯! tód spéḱi̯omes, n̥sméi̯ agʰnutór ḱḗr: dʰǵʰémō, pótis, sē h₂áu̯i̯es h₂u̯l̥h₁náh₂ gʷʰérmom u̯éstrom u̯ept, h₂áu̯ibʰi̯os tu h₂u̯l̥h₁náh₂ né h₁esti. tód ḱeḱluu̯ṓs h₂óu̯is h₂aǵróm bʰuged. | The Sheep and the Horses A sheep that had no wool saw horses, one of them pulling a heavy wagon, one carrying a big load, and one carrying a man quickly. The sheep said to the horses: "My heart pains me, seeing a man driving horses." The horses said: "Listen, sheep, our hearts pain us when we see this: a man, the master, makes the wool of the sheep into a warm garment for himself. And the sheep has no wool." Having heard this, the sheep fled into the plain. | A juh és a lovak Egy gyapjú nélküli juh lovakat látott. Az egyik nehéz szekeret húzott, egy másik nagy málhát cipelt, és egy másik gyorsan egy embert vitt. A juh azt mondta a lovaknak: „Fáj a szívem, hogy lovakat hajtó embert látok.” A lovak azt mondták: „Idehallgass, te juh: nekünk fáj a szívünk, hogy ezt látjuk: egy ember, a gazda, meleg ruhát csinál magának a juh gyapjából, és a juhnak nincs gyapja.” Ezt hallva, a juh elfutott a mezőre. |

### Nosztratikus alapnyelv
Vlagyiszlav Illics-Szvitics négysoros verset írt, hogy bemutassa a nosztratikus nyelv rekonstruálásában elért egyes eredményeit. A sírján is megtalálható feliratként (lásd Példa a rekonstruált nyelvre).